# Tochigi SC
El Tochigi SC és un club de futbol japonès de la ciutat d'Utsunomiya.

## Història
Un grup de professors de la prefectura de Tochigi fundaren el club l'any 1953. Inicialment s'anomenà Tochigi Teacher's Football Club (Tochigi Kyōin Sakkā Bu). El 1994 esdevingué Tochigi Soccer Club. L'any 1999 guanyà la lliga regional de Kanto i ascendí a la Japan Football League. El gener de 2007 esdevingué membre associat a la J. League debutant a la lliga el 2009.